# Miho Barada
Miho Barada (Seget, 16. ožujka 1889. – Zagreb, 9. srpnja 1957.), hrvatski povjesničar.
Pučku školu pohađao je u svom rodnom mjestu. Klasičnu gimnaziju je pohađao u Splitu, a studirao je teologiju u Zadru. Služio je kao svećenik i župnik u raznim mjestima, između ostalog i u Segetu, te po Dalmatinskoj Zagori. Završio je i Filozofski fakultet u Zagrebu, i doktorirao u Rimu 1930.
Bavio se hrvatskom srednjovjekovnom poviješću a naročito poviješću svog rodog kraja. Tako je i nastalo monumentalo djelo Trogirski spomenici. Dr. Barada je bio profesor crkvene povijesti na Katoličkom bogoslovnom fakultetu u Zagrebu te dopisni član JAZU u Zagrebu, a uređivao je i časopis Croatia sacra.
Miho Barada potiče od stare segetske obitelji čije se izvorno prezime Giljanović tijekom 18. stoljeća razdvojilo na više nadimačkih prezimena npr. Tio, Bečir, Mitro, Iviza te Barada. 